# 戴弗角
戴弗角（英語：Diver Point）是南極洲的海岬，位於南喬治亞群島的伯德島北岸，由英國南極名稱諮詢委員所命名，該海岬由英國海外領土管轄。